# Глинка, Сергей Николаевич
Серге́й Никола́евич Гли́нка (1775 или 1776 — 5 (17) апреля 1847) — русский писатель

, публицист, историк, мемуарист из рода Глинок. Рупор консервативного национализма, борец с галломанией, предшественник славянофильства. Старший брат Ивана и Фёдора Глинки, прадед Александра Глинки (Волжского).
Двоюродный брат — Григорий Глинка, профессор Дерптского университета.

## Биография
Сергей Глинка родился в известной семье смоленского шляхетства в имении имение Сутоки Духовщинского уезда Смоленской губернии. По надгробной надписи дата его рождения — 5 (16) июля 1775 года; в своих «Записках» он указал 5 (16) июля 1776 года. Encyclopedia Britannica (Vol. 12. — 1911) указывает даже 1774 год. Его крёстным отцом был дядя, Андрей Ильич Глинка, крёстной матерью — супруга родственника С. Ю. Храповицкого.
«Я был счастлив в ребячестве моем, меня любили. Особенно ласкала меня моя двоюродная бабка Лебедева, вдова родного брата моей родной бабки. Село её Третьяково было только в 15 верстах от Суток. В каждый свой приезд она, мимо всех других братьев, дарила меня и лучшими игрушками, и лучшими гостинцами… Целая кладовая со всеми банками различных варений, все сушёные ягоды и плоды, вся эта лакомая область была в моем распоряжении, и ребятишки, мои сверстники или несколько постарее меня, были ежедневными застольниками моего пированья. Некому было мне поперечить, все покорствовали моим затеям, но я не употреблял во зло моего полномочия», — вспоминал Сергей Николаевич.
Первым учителем мальчика стал его дядя, майор Николай Петрович Лебедев, затем его поручили дядьке, полунемцу Иоганну, который завершил обучение грамоте и молитвам.
В семь лет поступил в Сухопутный кадетский корпус, откуда выпущен в 1795 году[уточнить] и определён адъютантом к кн. Ю. В. Долгорукову в Москве.
В 1800 году, по смерти отца, вышел в отставку майором, отказался от наследства в пользу сестры и отправился учителем в Малороссию. Пробыв там три года, вернулся в Москву и занял место сочинителя и переводчика при театре. До этого времени успел сочинить немало стихотворений и повестей, а также перевёл «Юнговы ночи» (М., 1806).
В 1807 году в числе первых записался в ополчение (в качестве бригад-майора сычёвской дружины). Узнав о вступлении Наполеона в Россию, Глинка написал стихи, взяв для них эпиграфом слова: «Да воскреснет Бог и расточатся врази его». 11 июля 1812 года в 5 ч. утра, прочитав воззвание императора Александра I к Москве, он во главе большой толпы народа двинулся на Поклонную гору навстречу императору. Его речи к народу показались подозрительными московской администрации, и за ним велено было следить. Во время приёма дворянства и купечества в Слободском дворце 15 июля Глинка много и горячо ораторствовал, предсказывая, между прочим, падение Москвы.
В 1808—1824 гг. издавал журнал «Русский вестник», посвящённый борьбе с французским влиянием и имевший широкий, хотя и непродолжительный успех далеко за пределами столиц. Славянофильская деятельность Глинки получила поддержку властей в год Отечественной войны: 29 августа 1812 года он был награждён орденом Святого Владимира 4-й степени. Любитель эффектных тирад Ф. В. Ростопчин прямо заявил: «Развязываю вам язык на всё полезное для отечества, а руки — на триста тысяч экстраординарной суммы». Эти средства он после войны возвратил казне, не истратив из них ни копейки. Перед тем, как оставить занимаемую неприятелем Москву, сжёг все французские книги из своей библиотеки.
Антифранцузская пропаганда Глинки может считаться индикатором становления в России консервативной и националистической идеологии. Публицист отчаянно идеализировал всё русское, превозносил доблести и добродетели русских царей и полководцев прошлого. Он создавал в своих сочинениях патриархально-консервативную утопию, обращённую в прошлое. Идеализированный образ России противопоставлялся Франции. На страницах «Русского вестника» критиковались французские моды и увлечение французским языком, идеи французских философов, политика Наполеона. Угроза со стороны наполеоновской Франции рисовалась Глинкой не только как прямая военная угроза, но и как угроза культурной экспансии, ведущей к разрушению дорогих его сердцу устоев традиционного общества.
Один из самых плодовитых авторов своего времени, Глинка содействовал патриотическому делу и нескончаемой вереницей своих пьес: «Наталья, боярская дочь» (СПб., 1806); «Михаил князь Черниговский» (М., 1808); «Ольга Прекрасная», опера (М., 1808); «Боян» (М., 1808); «Минин», драма" (М., 1809); «Осада Полтавы», драма (М., 1810) и пр. Писал он также поэмы и повести в стихах: «Пожарский и Минин, или пожертвования россиян» (М., 1807); «Царица Наталья Кирилловна» (М., 1809). В те же годы издал множество исторических и нравоучительных повестей и анекдотов в прозе. Патриотическое увлечение Глинки доходило до признания «Athalie» Расина украденной из российского Стоглава, а «Андромахи» — подражанием «Погребению кота». Утверждал, что слово «славяне» происходит от слова «слава».
Сергей Глинка запомнился современникам как «беспорядочный энтузиаст, совершенно неспособный к последовательной деятельности». «Литературное старообрядство» и русопятство Глинки рано стало предметом шуток современников; А. Ф. Воейков вышутил его в «Доме сумасшедших», справедливо предрекая, что из всех его «многоплодных сочинений выкроится маленькая книжечка». Молодой С. Т. Аксаков, однако, нашёл в Глинке «самого доброго, прямого, открытого и правдивого человека»:
Русское направление было для него главным делом в жизни; проповедовать его он считал своим гражданским долгом, ибо такое проповедование он находил полезным для государства, которого был гражданином.  Он был живого, даже торопливого нрава: весь состоял из порывов. Он думал, говорил и писал, так сказать, на ходу, сентенциями, а потому всё им написанное, несмотря на природную даровитость автора, не выдерживало и тогда моего юношеского разбора и суда.
После 1812 года под именем прежнего «Русского вестника» выпускал «серенькие учебники по русской истории». Книга его о русской истории выдержала три издания, причём сам Н. М. Карамзин ходатайствовал о награде сочинителю оной у тогдашнего министра просвещения А. С. Шишкова, утверждая, что книга эта достойна быть использованной во всех учебных заведениях. Несколько раз пытался посвятить себя педагогической деятельности, в 1817 году устроил в Москве пансион для выходцев с Дона. В 1821—1823 гг. издавал «Новое детское чтение» и «Плутарха для детей». В 1817—1820 гг. в Москве вышло его собрание сочинений.
В 1820-е гг. Глинка примкнул к «охранительному лагерю» А. С. Шишкова. С 1827 года служил в Москве цензором, пока, рассорившись в 1830 году окончательно с тамошним обществом, не уехал в Петербург, где ему покровительствовали влиятельные при дворе Шишков и В. А. Жуковский. Материальное положение его было самое бедственное, несмотря на сотни публикуемых ежегодно страниц. В 1832 году составил «Обозрение истории армянского народа». Вплоть до 1836 года общался и спорил с Пушкиным, критиковал «Евгения Онегина» как летопись «модных бесцветных, безжизненных дней».
В последние годы жизни, «изнурённый недугами и поражённый слепотой», диктовал дочери записки о войне 1812 года и о Москве своей молодости. Мемуары эти, полностью изданные только в 1895 году, не свободны от ошибок и даже противоречий.
Умер в 1847 году и был похоронен на Волковом кладбище. Могила утрачена.
В некрологе П. А. Вяземский характеризовал Глинку как ученика Я. Б. Княжнина и одного из литературных сподвижников Н. М. Карамзина:
Глинка был рождён народным трибуном, но трибуном законным, трибуном правительства. <...> Он никогда не отдавал себя в кабалу никаким литературным партиям. Он прошёл беспристрастно и миролюбиво сквозь несколько поколений литературы и литераторов наших. Ко всем питал он сочувствие и радушие. Рождением своим, воспитанием и воспоминаниями лучшей поры в жизни, молодости принадлежал он веку отжившему, но с любовью и уважением приветствовал знаменитости и надежду других поколений. Для него свято и дорого было русское слово, во всех его возрастах и измерениях.

## Семья
24 апреля 1808 года женился на Марии Васильевне Остаповой (1791—1853), дочери московского купца. 
 В браке имел сыновей: Владимира (1813—1860), Николая (1813—?), Сергея (1819—1893), Василия (1821), Павла (1824), Фёдора (1826—1910), дочерей: Александру (1826—1893, замужем за князем М. М. Баратаевым, у них сын — Сергей), Анну, Софью (ум. 1907). 
 Старший сын пытался пойти по отцовской стезе: в 1837 г. напечатал драму «Отрочь монастырь, быль XIII столетия», а 5 лет спустя — ещё одну: «Малоярославец в 1812 году, где решилась судьба большой армии Наполеона».